# Tiroteo de la calle Morelli de 1989
El tiroteo en la calle Morelli 4247 fue un hecho occurrido el 25 de agosto de 1989 sobre la calle Morelli en la ciudad de Montevideo, Uruguay. Se trata de una emboscada por parte de un grupo de asaltantes de bancos a un cuerpo policial dentro de una vivienda ubicada en calle Morelli dirección 4247. Como resultado, cuatro policías perdieron la vida. 
Este caso se lo recuerda no solo por ser uno de los primeros crímenes que involucra la muerte de oficiales de la ley pasada la dictadura cívico-militar de 1973-1985, sino también por ser un uno de los primeros indicios del incremento de la delincuencia en Uruguay, que de ahí solo fueron en aumento hasta el día de hoy.

## Antecedentes
A las 07:00 de ese 25 de agosto, el Comisario Boris Torres, jefe del Dto. de hurtos y rapiñas, recibió una llamada a su despacho donde le indicaron que, al parecer, un grupo de asaltantes de bancos se hallaban ocultos en una casa de la calle Morelli ubicada en el barrio La Unión de la ciudad de Montevideo.
Esa mañana, el personal de la Brigada de Asaltos debía disputar un encuentro de fútbol de camaradería con la Sección Automotores, y los funcionarios llegaron a la Jefatura con los bolsos y equipos deportivos, para de allí concurrir a la cancha donde estaba pactado el partido. En vez de eso, recibieron la orden de prepararse para realizar un procedimiento en la casa de la calle Morelli dirección 4247 casi Villagrán donde presumiblemente podrían encontrar uno más de los asaltantes a bancos.
Aquellos policías dejaron los bolsos que contenían las prendas deportivas y se dirigieron al lugar donde aún no se habría confirmado nada.
Al llegar a la vivienda en cuestión, y portando orden de allanamiento, el jefe de la Brigada de Asaltos, Subcomisario Washington Rodríguez, secundado por el Oficial Principal Walter Román, dispuso que cuatro policías rodearan la propiedad por los fondos, mientras que él, Román, cabo Daniel Nuñez y el agente Hector Vargas iban a ingresar por el frente.
Al tocar la puerta de la vivienda apareció una niña de unos 12 años, quien alegó que en la casa no había nadie. Ante el pedido de Rodríguez que debía ingresar para cerciorarse, la menor solicitó que los acompañara un vecino de su confianza conocido como "El Abuelo", esta persona accedió.

## Hecho
Los policías ingresaron de a uno por el estrecho corredor que desembocaba en un pequeño hall. Cuando estaban por llegar al mismo, aparecía Víctor Hugo Benavides, quien fuera de sí y armado con fusil Máuser, abrió fuego a mansalva contra los funcionarios, acompañado por su hermano Jorge Hugo Benavides, quien tenía una escopeta.
A Benavides no le importó que la niña que estuviera en medio del tiroteo fuera su hija. Los funcionarios fueron sorprendidos y ni siquiera lograron extraer sus armas.
Washington Rodríguez recibió un disparo a quemarropa en el tórax y cayó falleciendo poco después.
Walter Román retrocedió hacia la cocina y trató de sacar su pistola pero fue ejecutado de un tiro en el rostro.
El Cabo Daniel Núñez retrocedió hacia la puerta y recibió un disparo en la espalda, para luego ser alcanzado por Benavides y rematado de un tiro en la cabeza. 
El agente Héctor Vargas recibió impactos de bala y se desmoronó sin vida, próximo al comedor.
Otro agente que estaba cerca del muro de la casa también fue alcanzado por un proyectil y cuando Víctor Benavides se acercó para dispararle nuevamente, aquel logró efectuar varios disparos, que lo alcanzaron en el rostro y el tórax.
A todo esto, los otros 4 cuatro policías que habían rodeado la manzana, se dirigieron al frente de la casa al escuchar los tiros, pero solo vieron cómo Benavides herido se alejaba del lugar y ascendía a una camioneta luego de amenazar a su conductor. Su hermano Jorge había huido en otra dirección.
En horas de la tarde de ese día, Benavides fue ubicado cuando se ocultaba en una casa de la calle Roldós y Pons ultimado de varios tiros. Jorge Hugo fue capturado en Florida; años después falleció al intentar asaltar un cambio de Punta Carretas. Otro hermano de estos sujetos y un cuarto integrante de la banda fueron arrestados y procesados.